# Rhogeessa mira
Rhogeessa mira (LaVal, 1973) è un pipistrello della famiglia dei Vespertilionidi endemico del Messico.

## Descrizione

### Dimensioni
Pipistrello di piccole dimensioni, con la lunghezza totale tra 64 e 70 mm, la lunghezza dell'avambraccio tra 25,1 e 27,1 mm, la lunghezza della coda tra 27 e 32 mm, la lunghezza del piede tra 5 e 6 mm e la lunghezza delle orecchie tra 11 e 13 mm.

### Aspetto
La pelliccia è lunga. Le parti dorsali sono bruno-giallastre, mentre le parti ventrali sono giallo-brunastre. Il muso è largo, dovuto alla presenza di due masse ghiandolari sui lati. Le orecchie sono relativamente corte, triangolari e con l'estremità arrotondata. Nei maschi sono presenti delle masse ghiandolari alla base della superficie dorsale anteriore delle orecchie. Il trago è lungo e sottile. Le ali sono attaccate posteriormente alla base delle dita dei piedi. L'uropatagio è cosparso di pochi peli sulla superficie dorsale fino all'altezza delle ginocchia. Il calcar è ben sviluppato e carenato.

## Biologia

### Alimentazione
Si nutre di insetti.

## Distribuzione e habitat
Questa specie è conosciuta soltanto nel bacino del fiume Balsa nella parte meridionale dello stato messicano del Michoacán.
Vive nella boscaglia spinosa in zone aride e semi-aride tra 125 e 200 metri di altitudine.

## Conservazione
La IUCN Red List, considerato l'areale limitato e il continuo declino nella qualità e nell'estensione del proprio habitat, classifica R.mira come specie vulnerabile (VU).